# Вессели, Патрик
Патрик Вессели (нем. Patrick Wessely; род. 27 марта 1994, Вена) — австрйиский футболист, защитник клуба «Винер Виктория».

## Карьера

### «Адмира Ваккер Мёдлинг»
Футбольную карьеру начинал в маленьком городке Лангенцерсдорф. В возрасте 10 лет футболист перебрался в венский «Флоридсдорф», а в 14 лет перешёл в «Адмиру Ваккер Мёдлинг», где через 5 лет начал свою профессиональную карьеру футболиста. Первоначально футболист начинал выступать за вторую команду клуба в Региональной лиге. Летом 2013 года футболист стал подтягиваться к матчам с основной командой клуба. Дебютировал за клуб 3 августа 2013 года в матче против клуба «Грёдиг», выйдя на замену на 34 минуте. В дебютном сезоне футболист вместе с клубом занял итоговое девятое место в чемпионате, а сам футболист провёл 9 матчей во всех турнирах, результативными действиями не отличившись.
Новый сезон футболист начал 11 июля 2014 года с матча Кубка Австрии против клуба «Лендорф», выйдя на поле в стартовом составе. Первый матч в чемпионате сыграл 19 июля 2014 года против клуба «Вольфсберг». Начинал сезон как один из основных игроков клуба, однако позже выбыл из распоряжения команды из-за травмы, а после восстановления отправился выступать за вторую команду клуба. Вместе с клубом остановился на девятом итоговом месте.
Летом 2015 года футболист начинал свой очередной сезон в клубе с основной командой. Первый матч в новом сезоне сыграл 18 июля 2015 года в рамках Кубка Австрии против клуба «Швехат», одержав победу в серии пенальти. Первый матч в чемпионате сыграл 25 июля 2015 года против клуба «Штурм». Первую половину сезона футболист провёл как основной защитник, однако затем потерял место в стартовом составе, оставаясь на скамейке запасных. Также вместе с клубом вышел в финал Кубка Австрии, где 19 мая 2016 года уступил титул зальцбургскому «Ред Буллу». Вместе с клубом закончил чемпионат на четвёртом итоговом месте.
В июле 2016 года футболист вместе с клубом отправился на квалификационные матчи Лиги Европы УЕФА. Первый матч в сезоне сыграл 17 июля 2016 года в рамках Кубка Австрии против клуба «Дорнбирнер». По итогу квалификаций Лиги Европы УЕФА футболист с клубом в первом и втором раунде одержал победы над словацким «Спартаком» и азербайджанским клубом «Кяпаз», а в третьем квалификационном раунде по сумме матчей уступили чешскому «Словану». Сам же футболист на всех матчах оставался на скамейке запасных. Первый матч в чемпионате сыграл 17 сентября 2016 года против клуба «Штурм». На протяжении всего сезона футболист преимущественно оставался на скамейке запасных. По окончании сезона в июне 2017 года покинул клуб.

### «Септември» София
В октябре 2017 года футболист на правах свободного агента перешёл в болгарский клуб «Септември», с которым заключил двухлетний контракт. Дебютировал за клуб 26 октября 2017 года в матче Кубка Болгарии против клуба «Этар». Дебютный матч в болгарском чемпионате сыграл 6 ноября 2017 года против благоевградского клуба «Пирин», выйдя на поле в стартовом составе. Всего за клуб провёл 5 матчей во всех турнирах, результативными действиями не отличившись. В январе 2018 года футболист покинул софийский клуб.

### «Санкт-Пёльтен»
В январе 2018 года футболист перешёл в австрийский клуб «Санкт-Пёльтен». Дебютировал за клуб 3 февраля 2018 года в матче против клуба ЛАСК, выйдя на поле в стартовом составе. Футболист быстро закрепился в основной команде клуба, однако затем выбыл из распоряжения клуба. Закончил сезон на последнем итоговом месте и отправился в стыковые матчи за сохранения прописки, где по сумме встреч оказался сильнее клуба «Винер-Нойштадт», однако сам футболист оставался на скамейке запасных. По окончании сезона покинул клуб.

### «Неман» Гродно
В апреле 2019 года футболист перешёл в белорусский клуб «Неман». Дебютировал за клуб 4 мая 2019 года в матче против жодинского «Торпедо-БелАЗ», выйдя на поле в стартовом составе. Провёл за клуб 5 матчей в рамках белорусского чемпионата и в июле 2019 года покинул гродненский клуб, расторгнув контракт по соглашению сторон. В августе 2020 года футболист стал игроком кипрского клуба «Ксилотимву». 

### «Штрипфинг»
В июне 2022 года футболист присоединился к австрийскому клубу «Штрипфинг». За первую половину сезона футболист был вне распоряжения основной команды клуба. Дебютный матч сыграл 25 февраля 2023 года против клуба «Винер-Нойштадт», выйдя на замену на 75 минуте и затем также отличился дебютным забитым голом спустя 5 минут после выхода на поле. Затем футболист закрепился в основной команде клуба, чередуя матчи в стартовом состав и со скамейки запасных. По итогу сезона вместе с клубом стал чемпионом Региональной лиги в регионе «Восток». 

### «Винер Виктория»
В июне 2023 года футболист перешёл в австрийский клуб «Винер Виктория». Дебютировал за клуб 28 июля 2023 года в матче против венского клуба «Аустрия II», выйдя на поле в стартовом составе.

## Международная карьера
В 2012 году футболист получил вызов в юношескую сборную Австрии до 19 лет. Дебютировал за сборную 11 апреля 2012 года в товарищеском матче против сборной Италии. Дебютный гол за сборную забил 19 сентября 2012 года в матче против сборной Чехии. Также вместе со сборной принимал участие в квалификационных матчах юношеского чемпионата Европы. 
В октябре 2014 года футболист получил вызов в молодёжную сборную Австрии. Дебютировал за сборную 12 октября 2014 года в матче против Демократической Республики Конго.

## Достижения
«Штрипфинг»
- Победитель Региональной лиги (Восток): 2022/23